# Philip Geipel
Philip Geipel (Plauen, 9 december 1986) is een Duits autocoureur.

## Carrière
In 2004 reed Geipen in de Duitse Toyota Yaris Cup, waar hij het kampioenschap in 2005 won. Hij nam deel aan de races in Automotodrom Brno in het WTCC in 2006 en 2007 voor het team Yaco Racing Team in een Toyota Corolla. Hij reed een Toyota Auris in de Duitse ADAC Procar Series in 2008, die hij won in wat zijn derde jaar was. Hij keerde in 2009 terug in het WTCC voor het team Engstler Motorsport in de raceweekenden op Brands Hatch en Motorsport Arena Oschersleben.